# Bunomys torajae
Bunomys torajae är en gnagare i familjen råttdjur som förekommer på Sulawesi.
Artepitet i det vetenskapliga namnet syftar på bergstrakten och distriktet Tana Toraja där fyndplatsen ligger.
Arten upptäcktes vid berget Tanete Gandangdewata och individer fångades mellan 2500 och 2600 meter över havet. Kanske lever Bunomys torajae även i liknande regioner utanför det kända området. Habitatet utgörs av bergsskogar.
Vuxna exemplar är 15,6 till 17,5 cm långa (huvud och bål), har en 16,0 till 17,0 cm lång svans och väger 98 till 128 g. Bakfötterna är 3,6 till 3,9 cm långa och öronen är 2,6 till 2,8 cm stora. Den täta och mjuka pälsen på ovansidan bildas av hår med mörkbruna, ljusbruna och svarta avsnitt vad som ger en spräcklig mörkbrun färg. Dessutom är några helt svarta hår inblandade. Vid undersidan är strupen mörkgrå och andra ställen har en grå grundfärg och inslag av ljusbrun. Hos en individ var undersidan tydlig ljusare. De mörkbruna öronen bär några fina hår men de ser nakna ut. Svansen är allmänt mörk gråbrun på ovansidan och ljus på undersidan med flera variationer mellan olika exemplar förekommer. Till exempel kan svansen ha en vit spets. Honans två par spenar ligger vid ljumsken.
Bunomys torajae liknar mest Bunomys prolatus i utseende men den förstnämnda har en tydlig längre svans, även i förhållande till andra kroppsdelar, och inte lika robusta klor. Även de brunfläckiga fjällen på bakfötternas ovansida saknas hos Bunomys torajae.
Bunomys torajae går på marken och är nattaktiv. För övrigt antas levnadssättet vara lika som hos andra släktmedlemmar.
Skogarna där arten lever är i princip ursprungliga. Skogsavverkningar för att etablera odlingsmark pågår i lägre trakter nedanför 1500 meter över havet. Beståndets storlek är okänd. IUCN listar Bunomys torajae med kunskapsbrist (DD).